# Columbia (NX-02)
Columbia NX-02 es una nave estelar ficticia del universo de Star Trek. que aparece en la serie Star Trek: Enterprise , es la nave gemela del Enterprise NX-01.
Su construcción empezó en 2151 luego del lanzamiento del Enterprise NX-01, y tuvo su gran aparición en el segundo episodio de la tercera temporada. Su nombre fue asignado en honor al transbordador espacial Columbia. Su primera comandante es la capitana Erika Hernández.

## Equipos
El Columbia NX-02, es un crucero de exploración esta equipado con un Transportador:  unidad MFTA-25-M/Q con resolución Molecular/Cuántica. Adicionalmente en casos de extrema emergencia donde la tripulación deba abandonar la nave, esta cuenta con cápsulas de escape que pueden viajar a 300Km/h. 
Posee pequeñas diferencias con respecto al Enterprise NX-01, ya que es una nave de construcción posterior, fue instalado desde un principio un blindaje polarizado más resistente, así como un deflector más amplio.

## Capitanes
- Erika Hernández (durante toda la serie)

1. ↑  «Columbia NX-02, U.S.S.». Star Trek (en inglés). Consultado el 18 de enero de 2021.
2. ↑  «Capitana Hernandez». Star Trek (en inglés). Consultado el 18 de enero de 2021.

- Datos: Q5778052